# 2022 en animation asiatique
Voir aussi : 2022 au cinéma - 2022 à la télévision
2021 en animation asiatique - 2022 en animation asiatique - 2023 en animation asiatique

## Événements
- Le 1er juin, Crunchyroll annonce la disparition prochaine du label Kazé au profit de la marque Crunchyroll de sa nouvelle société-mère[1].

## Festivals et conventions
- Du 18 au 20 février : Japan Expo Sud 12e Vague au Marseille Chanot en France[2].
- Du 14 au 17 juillet : Japan Expo 21e Impact au parc des expositions de Paris-Nord Villepinte en France[3].

## Diffusions au Japon

### Séries d'animation
| Saison            | Diffusion    | Diffusion        | Titre                                                                    | Studio d'animation                            | ref     |
| Saison            | Début        | Fin              | Titre                                                                    | Studio d'animation                            | ref     |
| ----------------- | ------------ | ---------------- | ------------------------------------------------------------------------ | --------------------------------------------- | ------- |
| H I V E R         | 5 janvier    | 23 février       | Irodorimidori (en)                                                       | Akatsuki (ja)                                 | [ 4 ]   |
| H I V E R         | 5 janvier    | 23 mars          | In the Land of Leadale                                                   | Maho Film                                     | [ 5 ]   |
| H I V E R         | 5 janvier    | 30 mars          | Police in a Pod                                                          | Madhouse                                      | [ 6 ]   |
| H I V E R         | 6 janvier    | 24 mars          | Orient (partie 1)                                                        | A.C.G.T                                       | [ 7 ]   |
| H I V E R         | 6 janvier    | 31 mars          | Saiyuki Reload: Zeroin                                                   | Liden Films                                   | [ 8 ]   |
| H I V E R         | 6 janvier    | 7 avril          | Tokyo 24th Ward                                                          | CloverWorks                                   | [ 9 ]   |
| H I V E R         | 7 janvier    | 25 mars          | Slow Loop (en)                                                           | Connect                                       | [ 10 ]  |
| H I V E R         | 7 janvier    | 26 mars          | Quand Takagi me taquine (saison 3)                                       | Shin-Ei Animation                             | [ 11 ]  |
| H I V E R         | 8 janvier    | 26 mars          | Girls' Frontline (en)                                                    | Asahi Production                              | [ 12 ]  |
| H I V E R         | 8 janvier    | 26 mars          | The Strongest Sage With the Weakest Crest                                | J. C. Staff                                   | [ 13 ]  |
| H I V E R         | 8 janvier    | 25 juin          | Cue! (en)                                                                | - Yumeta Company - Graphinica                 | [ 14 ]  |
| H I V E R         | 8 janvier    | 25 juin          | Ninjala                                                                  | OLM                                           | [ 15 ]  |
| H I V E R         | 9 janvier    | 27 mars          | Akebi's Sailor Uniform                                                   | CloverWorks                                   | [ 16 ]  |
| H I V E R         | 9 janvier    | 27 mars          | Futsal Boys!!!!!                                                         | Diomedéa                                      | [ 17 ]  |
| H I V E R         | 9 janvier    | 27 mars          | My Dress-Up Darling                                                      | CloverWorks                                   | [ 18 ]  |
| H I V E R         | 9 janvier    | 27 mars          | Rusted Armors: Daybreak (en)                                             | Kigumi                                        | [ 19 ]  |
| H I V E R         | 9 janvier    | 27 mars          | Sasaki et Miyano                                                         | Studio Deen                                   | [ 20 ]  |
| H I V E R         | 9 janvier    | 3 avril          | How a Realist Hero Rebuilt the Kingdom (partie 2)                        | J. C. Staff                                   | [ 21 ]  |
| H I V E R         | 9 janvier    | 3 avril          | Miss Kuroitsu from the Monster Development Department (en)               | Quad                                          | [ 22 ]  |
| H I V E R         | 9 janvier    | 26 juin          | Requiem of the Rose King                                                 | J. C. Staff                                   | [ 23 ]  |
| H I V E R         | 10 janvier   | 18 mars          | GaruGaku II: Lucky Stars (en)                                            | OLM                                           | [ 24 ]  |
| H I V E R         | 10 janvier   | 28 mars          | On Air Dekinai! (en)                                                     | - Jinnan Studio (ja) - Space Neko Company     | ,       |
| H I V E R         | 10 janvier   | 28 mars          | Tribe Nine (en)                                                          | Liden Films                                   | [ 27 ]  |
| H I V E R         | 10 janvier   | 4 avril          | L'Attaque des Titans : Saison finale Partie 2                            | MAPPA                                         | [ 28 ]  |
| H I V E R         | 11 janvier   | 29 mars          | Fantasia Sango - Realm of Legends (en)                                   | Geek Toys                                     | ,       |
| H I V E R         | 11 janvier   | 29 mars          | The Genius Prince's Guide to Raising a Nation Out of Debt (en)           | Yokohama Animation Laboratory                 | [ 31 ]  |
| H I V E R         | 11 janvier   | 29 mars          | Princess Connect! Re:Dive (en) (saison 2)                                | CygamesPictures (en)                          | [ 32 ]  |
| H I V E R         | 11 janvier   | 29 mars          | Sabikui Bisco                                                            | OZ                                            | [ 33 ]  |
| H I V E R         | 12 janvier   | 30 mars          | Life with an Ordinary Guy Who Reincarnated into a Total Fantasy Knockout | OLM                                           | [ 34 ]  |
| H I V E R         | 12 janvier   | 30 mars          | She Professed Herself Pupil of the Wiseman (en)                          | Studio A-Cat                                  | [ 35 ]  |
| H I V E R         | 13 janvier   | 31 mars          | Arifureta shokugyō de sekai saikyō (saison 2)                            | - Studio Mother (ja) - asread                 | [ 36 ]  |
| H I V E R         | 13 janvier   | 31 mars          | Love of Kill                                                             | Platinum Vision                               | [ 37 ]  |
| H I V E R         | 14 janvier   | 22 avril         | I'm Kodama Kawashiri (en)                                                | Lapin Track (en)                              | [ 38 ]  |
| H I V E R         | 21 janvier   | 21 janvier       | Tales of Luminaria the Fateful Crossroad (en)                            | - Anima - Kamikaze Douga (ja)                 | [ 39 ]  |
| H I V E R         | 30 janvier   | 17 avril         | Salaryman's Club                                                         | Liden Films                                   | ,       |
| H I V E R         | 6 février    | 1er mai          | Shenmue                                                                  | Telecom Animation Film                        | [ 42 ]  |
| H I V E R         | 6 février    | 29 janvier 2023  | Delicious Party♡Precure                                                  | Toei Animation                                | [ 43 ]  |
| H I V E R         | 10 mars      | 10 mars          | Kotaro en solo                                                           | Liden Films                                   | [ 44 ]  |
| P R I N T E M P S | 28 mars      | 28 mars          | Thermæ Romae Novae                                                       | NAZ                                           | [ 45 ]  |
| P R I N T E M P S | 30 mars      | 29 juillet       | Strike the Blood FINAL                                                   | Connect                                       | ,       |
| P R I N T E M P S | 2 avril      | 18 juin          | Aharen-san wa Hakarenai                                                  | Felix Film                                    | [ 48 ]  |
| P R I N T E M P S | 2 avril      | 18 juin          | Mahjong Soul Pong                                                        | Scooter Films (ja)                            | [ 49 ]  |
| P R I N T E M P S | 2 avril      | 18 juin          | Science Fell in Love, So I Tried to Prove it r=1-sinθ                    | Zero-G                                        | [ 50 ]  |
| P R I N T E M P S | 2 avril      | 18 juin          | Shokei shōjo no bājin rōdo                                               | J. C. Staff                                   | [ 51 ]  |
| P R I N T E M P S | 2 avril      | 25 juin          | Fanfare of Adolescence (en)                                              | Lay-duce                                      | [ 52 ]  |
| P R I N T E M P S | 2 avril      | 25 juin          | Love Live! Nijigasaki High School Idol Club (saison 2)                   | Sunrise                                       | [ 53 ]  |
| P R I N T E M P S | 2 avril      | 24 septembre     | Love All Play (en)                                                       | OLM                                           | [ 54 ]  |
| P R I N T E M P S | 2 avril      | À venir          | Shadowverse Flames                                                       | Zexcs                                         | [ 55 ]  |
| P R I N T E M P S | 3 avril      | 3 avril          | Magia Record: Puella Magi Madoka Magica Side Story Final Season          | Shaft                                         | [ 56 ]  |
| P R I N T E M P S | 3 avril      | 19 juin          | Black Rock Shooter: Dawn Fall                                            | Bibury Animation Studios                      | [ 57 ]  |
| P R I N T E M P S | 3 avril      | 19 juin          | Trapped in a Dating Sim: The World of Otome Games is Tough for Mobs      | ENGI                                          | [ 58 ]  |
| P R I N T E M P S | 3 avril      | 26 juin          | Build Divide -#FFFFFF- Code White (en)                                   | Liden Films                                   | [ 59 ]  |
| P R I N T E M P S | 3 avril      | À venir          | Yu-Gi-Oh! Go Rush!!                                                      | Bridge                                        | [ 60 ]  |
| P R I N T E M P S | 4 avril      | 20 juin          | Healer Girl (en)                                                         | 3Hz                                           | [ 61 ]  |
| P R I N T E M P S | 4 avril      | 5 septembre      | Insect Land (ja)                                                         | TMS Entertainment                             | ,       |
| P R I N T E M P S | 4 avril      | À venir          | Chiikawa (en)                                                            | Doga Kobo                                     | [ 65 ]  |
| P R I N T E M P S | 5 avril      | 10 mai           | Détective Conan : Zero à l'heure du thé                                  | TMS Entertainment                             | [ 66 ]  |
| P R I N T E M P S | 5 avril      | 21 juin          | I'm Quitting Heroing (en)                                                | EMT Squared                                   | [ 67 ]  |
| P R I N T E M P S | 5 avril      | 21 juin          | Ya Boy Kongming!                                                         | P.A.Works                                     | [ 68 ]  |
| P R I N T E M P S | 6 avril      | 22 juin          | Deaimon: Recipe for Happiness                                            | Encourage Films                               | [ 69 ]  |
| P R I N T E M P S | 6 avril      | 22 juin          | The Greatest Demon Lord Is Reborn as a Typical Nobody                    | - Silver Link - Blade (ja)                    | [ 70 ]  |
| P R I N T E M P S | 6 avril      | 22 juin          | RPG Real Estate (en)                                                     | Doga Kobo                                     | [ 71 ]  |
| P R I N T E M P S | 6 avril      | 22 juin          | Tomodachi Game                                                           | Okuruto Noboru                                | [ 72 ]  |
| P R I N T E M P S | 6 avril      | 23 juin          | Estab Life: Great Escape                                                 | Polygon Pictures                              | [ 73 ]  |
| P R I N T E M P S | 6 avril      | 29 juin          | Birdie Wing: Golf Girls' Story (en)                                      | Bandai Namco Pictures                         | [ 74 ]  |
| P R I N T E M P S | 6 avril      | 29 juin          | The Rising of the Shield Hero (saison 2)                                 | - Kinema Citrus - DR MOVIE (ja)               | [ 75 ]  |
| P R I N T E M P S | 6 avril      | 21 septembre     | Motto! Majime ni fumajime kaiketsu Zorori (saison 3)                     | - Bandai Namco Pictures - Ajiadō              | [ 76 ]  |
| P R I N T E M P S | 7 avril      | 23 juin          | Heroines Run the Show (en)                                               | Lay-duce                                      | [ 77 ]  |
| P R I N T E M P S | 7 avril      | 23 juin          | Komi cherche ses mots (saison 2)                                         | OLM                                           | [ 78 ]  |
| P R I N T E M P S | 7 avril      | 23 juin          | Miss Shachiku and the Little Baby Ghost (en)                             | Project No.9                                  | [ 79 ]  |
| P R I N T E M P S | 7 avril      | 23 juin          | Skeleton Knight in Another World                                         | - Studio Kai - Hornets (ja)                   | [ 80 ]  |
| P R I N T E M P S | 8 avril      | 8 avril          | Tiger et Bunny 2 (partie 1)                                              | Bandai Namco Pictures                         | [ 81 ]  |
| P R I N T E M P S | 8 avril      | 24 juin          | Date A Live IV                                                           | Geek Toys                                     | [ 82 ]  |
| P R I N T E M P S | 8 avril      | 24 juin          | Love After World Domination                                              | Project No.9                                  | [ 83 ]  |
| P R I N T E M P S | 8 avril      | 1er juillet      | The Demon Girl Next Door (en) (saison 2)                                 | J. C. Staff                                   | [ 84 ]  |
| P R I N T E M P S | 8 avril      | 1er juillet      | The Dawn of the Witch                                                    | Tezuka Productions                            | [ 85 ]  |
| P R I N T E M P S | 9 avril      | 11 juin          | Yatogame-chan Kansatsu Nikki (en) (saison 4)                             | Hayabusa Film                                 | [ 86 ]  |
| P R I N T E M P S | 9 avril      | 18 juin          | Dance Dance Danseur                                                      | MAPPA                                         | [ 87 ]  |
| P R I N T E M P S | 9 avril      | 25 juin          | Kaguya-sama: Love is War -Ultra Romantic-                                | A-1 Pictures                                  | [ 88 ]  |
| P R I N T E M P S | 9 avril      | 25 juin          | Spy × Family (partie 1)                                                  | - Wit Studio - CloverWorks                    | [ 89 ]  |
| P R I N T E M P S | 9 avril      | 24 septembre     | Ao Ashi - Playmaker                                                      | Production I.G                                | [ 90 ]  |
| P R I N T E M P S | 10 avril     | 26 juin          | Don't Hurt Me, My Healer! (en)                                           | Jumondo (ja)                                  | [ 91 ]  |
| P R I N T E M P S | 10 avril     | 3 juillet        | In the Heart of Kunoichi Tsubaki (en)                                    | CloverWorks                                   | [ 92 ]  |
| P R I N T E M P S | 10 avril     | 10 juillet       | Shikimori n'est pas juste mignonne                                       | Doga Kobo                                     | [ 93 ]  |
| P R I N T E M P S | 10 avril     | 2 octobre        | Kingdom (saison 4)                                                       | - Pierrot - Studio Signpost                   | [ 94 ]  |
| P R I N T E M P S | 11 avril     | 1er juillet      | Onipan! (en)                                                             | Wit Studio                                    | [ 95 ]  |
| P R I N T E M P S | 12 avril     | 14 juin          | Ascendance of a Bookworm (partie 3)                                      | Ajiadō                                        | [ 96 ]  |
| P R I N T E M P S | 12 avril     | 28 juin          | Amaim Warrior at the Borderline (en) (partie 2)                          | Sunrise Beyond                                | [ 97 ]  |
| P R I N T E M P S | 12 avril     | 29 juin          | Kagi-nado (en) (saison 2)                                                | Liden Films                                   | [ 98 ]  |
| P R I N T E M P S | 14 avril     | 14 avril         | Ultraman (en) (saison 2)                                                 | Production I.G Sola Digital Arts              | [ 99 ]  |
| P R I N T E M P S | 15 avril     | 30 septembre     | Summer Time Rendering                                                    | OLM                                           | [ 100 ] |
| P R I N T E M P S | 24 avril     | 10 juillet       | A Couple of Cuckoos (partie 1)                                           | - Shin-Ei Animation - SynergySP               | [ 101 ] |
| P R I N T E M P S | 17 mai       | 31 mai           | Shin Ikki Tousen                                                         | Arms                                          | [ 102 ] |
| P R I N T E M P S | 18 mai       | 22 juin          | Pokémon : Les Neiges de Hisui                                            | Wit Studio                                    | [ 103 ] |
| É T É             | 30 juin      | 15 septembre     | Bastard!! -Heavy Metal, Dark Fantasy-                                    | Liden Films                                   | [ 104 ] |
| É T É             | 2 juillet    | 17 septembre     | Rent-A-Girlfriend (saison 2)                                             | TMS Entertainment                             | [ 105 ] |
| É T É             | 2 juillet    | 17 septembre     | Urawa no Usagi-chan (saison 2)                                           | A-Real                                        | [ 106 ] |
| É T É             | 2 juillet    | 24 septembre     | Lycoris Recoil                                                           | A-1 Pictures                                  | [ 107 ] |
| É T É             | 2 juillet    | 24 septembre     | Teppen—!!!!!!!!!!!!!!! (en)                                              | Drive                                         | ,       |
| É T É             | 3 juillet    | 18 septembre     | RWBY: Ice Queendom (en)                                                  | Shaft                                         | [ 110 ] |
| É T É             | 3 juillet    | 18 septembre     | Yurei Deco                                                               | Science SARU                                  | ,       |
| É T É             | 3 juillet    | 25 septembre     | Engage Kiss                                                              | A-1 Pictures                                  | [ 113 ] |
| É T É             | 3 juillet    | 25 septembre     | Renmei kūgun kōkū mahō ongakutai Luminous Witches                        | Shaft                                         | [ 114 ] |
| É T É             | 3 juillet    | 25 décembre      | Utawarerumono: Mask of Truth                                             | White Fox                                     | ,       |
| É T É             | 4 juillet    | 12 septembre     | My Isekai Life                                                           | Revoroot                                      | [ 117 ] |
| É T É             | 4 juillet    | 26 septembre     | Classroom of the Elite II                                                | Lerche                                        | [ 118 ] |
| É T É             | 5 juillet    | 20 septembre     | Vermeil in Gold                                                          | Staple Entertainment                          | [ 119 ] |
| É T É             | 5 juillet    | 27 septembre     | Overlord IV                                                              | Madhouse                                      | [ 120 ] |
| É T É             | 6 juillet    | 21 septembre     | Harem in the Labyrinth of Another World                                  | Passione                                      | [ 121 ] |
| É T É             | 6 juillet    | 21 septembre     | My Stepmom's Daughter Is My Ex                                           | Project No.9                                  | [ 122 ] |
| É T É             | 6 juillet    | 21 septembre     | Smile of the Arsnotoria the Animation (ja)                               | Liden Films                                   | [ 123 ] |
| É T É             | 6 juillet    | 21 septembre     | Tokyo Mew Mew New                                                        | - Yumeta Company - Graphinica                 | [ 124 ] |
| É T É             | 6 juillet    | 28 septembre     | Made in Abyss : La ville d'or incandescente                              | Kinema Citrus                                 | [ 125 ] |
| É T É             | 6 juillet    | 8 mars 2023      | Coma héroïque dans un autre monde                                        | Atelier Pontdarc (ja)                         | [ 126 ] |
| É T É             | 7 juillet    | 22 septembre     | Kumichō musume to sewagakari (en)                                        | Feel Gaina                                    | [ 127 ] |
| É T É             | 7 juillet    | 23 septembre     | À quoi tu joues, Ayumu ?!                                                | Silver Link                                   | [ 128 ] |
| É T É             | 7 juillet    | 29 septembre     | The Prince of Tennis II: U-17 World Cup                                  | - MSC - Studio Kai                            | [ 129 ] |
| É T É             | 7 juillet    | 30 septembre     | Call of the Night                                                        | Liden Films                                   | [ 130 ] |
| É T É             | 8 juillet    | 24 septembre     | Prima Doll (en)                                                          | Bibury Animation Studios                      | [ 131 ] |
| É T É             | 8 juillet    | 24 septembre     | Shadows House (saison 2)                                                 | CloverWorks                                   | [ 132 ] |
| É T É             | 8 juillet    | 24 décembre      | Lucifer and the Biscuit Hammer (en)                                      | NAZ                                           | [ 133 ] |
| É T É             | 9 juillet    | 24 septembre     | Black Summoner (en)                                                      | Satelight                                     | ,       |
| É T É             | 10 juillet   | 25 septembre     | Extreme Hearts (en)                                                      | Seven Arcs                                    | ,       |
| É T É             | 10 juillet   | 25 septembre     | Hanabichan ~The girl who popped out of the game world~ (en)              | Gaina                                         | ,       |
| É T É             | 10 juillet   | 25 septembre     | Parallel World Pharmacy                                                  | Diomedéa                                      | [ 140 ] |
| É T É             | 12 juillet   | 27 septembre     | Orient (partie 2)                                                        | A.C.G.T                                       | ,       |
| É T É             | 13 juillet   | 19 octobre       | Shine Post (en)                                                          | Studio Kai                                    | [ 143 ] |
| É T É             | 14 juillet   | 29 septembre     | The Devil is a Part-Timer! (saison 2)                                    | 3Hz                                           | [ 144 ] |
| É T É             | 23 juillet   | 1er octobre      | DanMachi : La légende des Familia (saison 4)                             | J. C. Staff                                   | [ 145 ] |
| É T É             | 23 juillet   | 2 octobre        | A Couple of Cuckoos (partie 2)                                           | - Shin-Ei Animation - SynergySP               | [ 146 ] |
| É T É             | 23 juillet   | 9 octobre        | The Maid I Hired Recently Is Mysterious (en)                             | - Silver Link - Blade                         | [ 147 ] |
| É T É             | 31 juillet   | 9 octobre        | Saint Seiya : Les Chevaliers du Zodiaque (saison 2)                      | Toei Animation                                | [ 148 ] |
| É T É             | 1er août     | 24 octobre       | Fuuto PI                                                                 | Studio Kai                                    | [ 149 ] |
| É T É             | 4 août       | 4 août           | Gambling School Twin                                                     | MAPPA                                         | ,       |
| A U T O M N E     | 13 septembre | 13 septembre     | Cyberpunk: Edgerunners                                                   | Studio Trigger                                | ,       |
| A U T O M N E     | 24 septembre | 10 décembre      | Si je suis la Vilaine, autant mater le Boss final                        | Maho Film                                     | [ 154 ] |
| A U T O M N E     | 26 septembre | À venir          | Eternal Boys (en)                                                        | Liden Films                                   | [ 155 ] |
| A U T O M N E     | 28 septembre | 14 décembre      | Reincarnated as a Sword                                                  | C2C                                           | ,       |
| A U T O M N E     | 30 septembre | 23 décembre      | My Master Has No Tail                                                    | Liden Films                                   | [ 158 ] |
| A U T O M N E     | 1er octobre  | 25 décembre      | Beast Tamer                                                              | EMT Squared                                   | [ 159 ] |
| A U T O M N E     | 1er octobre  | 17 décembre      | I've Somehow Gotten Stronger When I Improved My Farm-Related Skills (en) | Studio A-Cat                                  | [ 160 ] |
| A U T O M N E     | 1er octobre  | 25 mars          | My Hero Academia (saison 6)                                              | Bones                                         | ,       |
| A U T O M N E     | 1er octobre  | 24 décembre      | Raven of the Inner Palace (en)                                           | Bandai Namco Pictures                         | [ 163 ] |
| A U T O M N E     | 1er octobre  | 24 décembre      | Spy × Family (partie 2)                                                  | - Wit Studio - CloverWorks                    | [ 164 ] |
| A U T O M N E     | 1er octobre  | 24 décembre      | Uzaki-chan Wants to Hang Out! (saison 2)                                 | ENGI                                          | [ 165 ] |
| A U T O M N E     | 2 octobre    | À venir          | Berserk : L'Âge d'or - Memorial Edition                                  | Studio 4°C                                    | [ 166 ] |
| A U T O M N E     | 2 octobre    | À venir          | IDOLiSH7 Third Beat! (en) (partie 2)                                     | Troyca                                        | [ 167 ] |
| A U T O M N E     | 3 octobre    | 19 décembre      | Management of Novice Alchemist (en)                                      | ENGI                                          | [ 168 ] |
| A U T O M N E     | 4 octobre    | 20 décembre      | Détective Conan : Apprenti Criminel                                      | TMS Entertainment                             | [ 169 ] |
| A U T O M N E     | 4 octobre    | 20 décembre      | Shinobi no Ittoki (en)                                                   | Troyca                                        | [ 170 ] |
| A U T O M N E     | 4 octobre    | 21 décembre 2022 | Encouragement of Climb: Next Summit (en)                                 | 8-Bit                                         | [ 171 ] |
| A U T O M N E     | 5 octobre    | 15 février 2023  | The Eminence in Shadow                                                   | Nexus                                         | [ 172 ] |
| A U T O M N E     | 5 octobre    | 21 décembre      | Immoral Guild                                                            | TNK                                           | [ 173 ] |
| A U T O M N E     | 5 octobre    | 22 décembre 2022 | Muv-Luv Alternative (en) (saison 2)                                      | - Flagship Line - Yumeta Company - Graphinica | [ 174 ] |
| A U T O M N E     | 6 octobre    | 22 décembre      | Mob Psycho 100 (saison 3)                                                | Bones                                         | [ 175 ] |
| A U T O M N E     | 6 octobre    | 22 décembre      | Do It Yourself!! (en)                                                    | Pine Jam                                      | [ 176 ] |
| A U T O M N E     | 6 octobre    | 22 décembre      | Princess of the Bibliophile                                              | Madhouse                                      | [ 177 ] |
| A U T O M N E     | 7 octobre    | 7 octobre        | Tiger et Bunny 2 (partie 2)                                              | Bandai Namco Pictures                         | [ 178 ] |
| A U T O M N E     | 7 octobre    | 23 décembre      | Akiba Maid War                                                           | - Cygames - P.A.Works                         | [ 179 ] |
| A U T O M N E     | 8 octobre    | 26 mars          | Blue Lock                                                                | 8-Bit                                         | [ 180 ] |
| A U T O M N E     | 8 octobre    | 24 décembre      | Legend of Mana -The Teardrop Crystal- (en)                               | - Graphinica - Yokohama Animation Laboratory  | [ 181 ] |
| A U T O M N E     | 9 octobre    | 25 décembre      | Bocchi the Rock!                                                         | CloverWorks                                   | [ 182 ] |
| A U T O M N E     | 9 octobre    | 25 décembre      | Presque mariés, loin d'être amoureux.                                    | Studio Mother (ja)                            | [ 183 ] |
| A U T O M N E     | 9 octobre    | 26 mars 2023     | Yowamushi Pedal: Limit Break                                             | TMS Entertainment                             | [ 184 ] |
| A U T O M N E     | 11 octobre   | À venir          | Bleach: Thousand-Year Blood War                                          | Studio Pierrot                                | [ 185 ] |
| A U T O M N E     | 12 octobre   | 28 décembre      | Chainsaw Man                                                             | MAPPA                                         | [ 186 ] |
| A U T O M N E     | 12 octobre   | 28 décembre      | Love Flops (en)                                                          | Passione                                      | [ 187 ] |
| A U T O M N E     | 13 octobre   | À venir          | Urusei Yatsura - Lamu                                                    | David Production                              | [ 188 ] |
| A U T O M N E     | 23 octobre   | 12 mars          | To Your Eternity (saison 2)                                              | Drive (ja)                                    | [ 189 ] |
| A U T O M N E     | 27 octobre   | 27 octobre       | Romantic Killer                                                          | Domerica (ja)                                 | [ 190 ] |
| A U T O M N E     | 28 octobre   | 16 décembre      | Arknights: Prelude to Dawn                                               | Yostar Pictures                               | [ 191 ] |
| A U T O M N E     | 3 novembre   | 25 mars 2023     | KanColle: Let's Meet at Sea                                              | ENGI                                          | [ 192 ] |
| A U T O M N E     | 16 décembre  | À venir          | Lupin Zero                                                               | Telecom Animation Film                        | [ 193 ] |
| A U T O M N E     | 23 décembre  | À venir          | Lee's Detective Agency: A Day in Lungmen                                 | Gravity Well                                  | [ 194 ] |

### Films d'animation
| Date de sortie | Titre                                                             | Studio d'animation               | ref     |
| -------------- | ----------------------------------------------------------------- | -------------------------------- | ------- |
| 18 février     | Goodbye                                                           | Madhouse                         | [ 195 ] |
| 15 avril       | Détective Conan : La Fiancée de Shibuya                           | TMS Entertainment                | [ 196 ] |
| 22 avril       | Free!–the Final Stroke– Partie 2                                  | Kyoto Animation                  | [ 197 ] |
| 13 mai         | Bubble                                                            | Wit Studio                       | [ 198 ] |
| 20 mai         | The Quintessential Quintuplets the Movie                          | Bibury Animation Studios         | [ 199 ] |
| 10 juin        | Isekai Quartet: Another World                                     | Studio Puyukai                   | [ 200 ] |
| 11 juin        | Dragon Ball Super: Super Hero                                     | Toei Animation                   | [ 201 ] |
| 6 août         | One Piece: Red                                                    | Toei Animation                   | [ 202 ] |
| 2 septembre    | Uta no Prince-sama: Maji Love ST☆RISH Tours (en)                  | A-1 Pictures                     | [ 203 ] |
| 10 septembre   | Sword Art Online the Movie -Progressive- Kuraki Yūyami no Scherzo | A-1 Pictures                     | [ 204 ] |
| 14 octobre     | Watashi ni tenshi ga maiorita! Precious Friends                   | Doga Kobo                        | [ 205 ] |
| 11 novembre    | Suzume                                                            | CoMix Wave Films                 | [ 206 ] |
| 25 novembre    | Moi, quand je me réincarne en Slime - Le film                     | Eight Bit                        | [ 207 ] |
| 3 décembre     | The First Slam Dunk                                               | Toei Animation                   | [ 208 ] |
| 20 décembre    | The Seven Deadly Sins: Grudge of Edinburgh Part 1                 | - Alfred Imageworks - Marvy Jack | [ 209 ] |
| 23 décembre    | Le Château solitaire dans le miroir                               | A-1 Pictures                     | [ 210 ] |

## Diffusions en Chine

### Séries télévisées
| Diffusion   | Diffusion    | Titre                                               | Studio d'animation     | ref     |
| Début       | Fin          | Titre                                               | Studio d'animation     | ref     |
| ----------- | ------------ | --------------------------------------------------- | ---------------------- | ------- |
| 26 avril    | À venir      | The Last Summoner                                   | ASK Animation Studio   | [ 211 ] |
| 21 mai      | 30 juillet   | Let Me Check the Walkthrough First (ja)             | Kung Fu Frog Animation | [ 212 ] |
| 17 juillet  | À venir      | Battle Through the Heavens: Origin                  | Motion Magic           | [ 213 ] |
| 30 juillet  | 8 octobre    | Le puissant dragon végan (en)                       | Studio LAN             | ,       |
| 31 juillet  | À venir      | Battle Through The Heavens (saison 5)               | Motion Magic           | [ 216 ] |
| 19 août     | 25 novembre  | Dragon Raja (en) (saison 1)                         | Garden                 | [ 217 ] |
| 2 octobre   | 11 décembre  | The Daily Life of the Immortal King (en) (saison 3) | PB Animation           | [ 218 ] |
| 10 décembre | 25 mars 2023 | Le Problème à trois corps                           | À venir                | [ 219 ] |

## Diffusions en Corée
| Diffusion  | Diffusion  | Titre        | Studio d'animation | ref |
| Début      | Fin        | Titre        | Studio d'animation | ref |
| ---------- | ---------- | ------------ | ------------------ | --- |
| 8 décembre | 8 décembre | Lookism (en) | Studio Mir         | ,   |

## Principaux décès
- 7 avril : Fujiko Fujio A, cocréateur de Doraemon[222].
- c. 4 juillet : Kazuki Takahashi, créateur de Yu-Gi-Oh![223],[224].
- 23 juillet : Dubu (Jang Seong-rak), dessinateur de Solo Leveling[225].
- 5 octobre : Shinsuke Chikaishi (ja), voix originale de Masuo Fuguta de Sazae-san, entre 1969 et 1978[226].
- 25 décembre : Yūji Nunokawa, cofondateur du studio Pierrot[227].